# Jakub Adamczyk
Jakub Adamczyk (ur. 26 września 1979) – polski lekkoatleta, sprinter, płotkarz, mistrz Polski. Doktor habilitowany nauk o kulturze fizycznej, pracownik Zakładu Teorii Sportu Akademii Wychowania Fizycznego Józefa Piłsudskiego w Warszawie i Warszawskiego Uniwersytetu Medycznego.

## Życiorys
Specjalizuje się w biegu na 400 m przez płotki. Był zawodnikiem Skry Warszawa (1998-2008), od 2009 MKS Polonia Warszawa (z roczną przerwą w 2013 w Juvenii Białystok). Na mistrzostwach Polski seniorów na otwartym stadionie wywalczył dwa medale – złoty w 2002 w sztafecie 4 x 400 m i brązowy w biegu na 400 m przez płotki w 2006. W tej ostatniej konkurencji, w latach 2002–2014 wystąpił łącznie dziesięć razy w finale mistrzostw Polski.
W 2015 został mistrzem świata weteranów w biegu na 400 m ppł, w kategorii M35, z wynikiem 52,86 (World Masters Athletics Championships Lyon 2015).
W 2003 ukończył studia w Akademii Wychowania Fizycznego Józefa Piłsudskiego w Warszawie, tam w 2008 obronił pracę doktorską Obciążenie treningowe zawodników o różnym poziomie sportowym trenującym bieg na 400 m przez płotki napisaną pod kierunkiem Henryka Sozańskiego, w 2015 przedstawił rozprawę Ocena reakcji organizmu na wysiłek fizyczny metodą obrazowania termograficznego i otrzymał stopień doktora habilitowanego. Pracuje w macierzystej uczelni, na stanowisku profesora nadzwyczajnego, jako kierownik Zakładu Teorii Sportu, Pływania i Ratownictwa Wodnego, w Katedrze Sportu oraz na Warszawskim Uniwersytecie Medycznym, w Zakładzie Rehabilitacji II Wydziału Lekarskiego.
Podczas odbywających się 13–25 sierpnia 2024 Mistrzostw Świata w Lekkiej Atletyce Masters został mistrzem świata w kategorii M40 w biegu na 400 metrów, biegu na 400 metrów przez płotki oraz w sztafecie 4 × 400 m.
Rekordy życiowe:
- 100 m – 11,01 s (2002)
- 200 m – 22,19 s (2002)
- 300 m – 34,36 s (2006)
- 400 m – 47,65 s (2008)
- 400 m ppł – 51,46 s (2012)